# Brighton (Boston)
Pour les articles homonymes, voir Brighton (homonymie).
Brighton est un quartier de la ville de Boston, dans l'État du Massachusetts, au nord-est des États-Unis. La ville de Brighton apparaît à la fin du XVIIe siècle sous le nom de « Little Cambridge ». Elle se sépare de la ville de Cambridge en 1807. En 1874, elle est annexée à la ville de Boston et devient un quartier de celle-ci.

## Géographie
Brighton est un quartier de Boston qui est relié au reste de la ville par le quartier d'Allston et est par ailleurs entouré de Cambridge, Watertown, Newton, et Brookline. La rivière Charles sépare Brighton de Cambridge et Watertown.
Brighton est administré conjointement avec le quartier voisin d'Allston. Les deux sont souvent désignés ensemble comme «Allston-Brighton" (et par certains comme "Brighton-Allston").

## Histoire
En 1630, les terres comprenant aujourd'hui Allston-Brighton et Newton appartenaient à Watertown. En 1634, la Colonie de la baie du Massachusetts a transféré la propriété de la rive sud de la rivière Charles, y compris aujourd'hui Allston-Brighton et Newton, de Watertown à Newetowne, rebaptisée Cambridge.
Les habitants de Little Cambridge ont décidé de se séparer de Cambridge quand le gouvernement de ce dernier a pris des décisions préjudiciables à l'industrie du bétail et a également omis de réparer le grand pont reliant Little Cambridge à Cambridge. L'approbation législative pour la séparation a été obtenue en 1807 et Little Cambridge s'est rebaptisé Brighton.
En octobre 1873, la ville de Brighton, dans le comté de Middlesex, a voté pour être annexé à la ville de Boston dans le comté de Suffolk et en janvier 1874 Brighton est officiellement devenu un quartier de la ville de Boston. La population Allston-Brighton a augmenté considérablement au cours du demi-siècle suivant, passant de 6 000 habitants en 1875 à 47 000 en 1925.

## Démographie
Au Recensement de 2010 la population du quartier s'élevait à 45 801 habitants contre 44 025 au Recensement de 2000 soit une forte augmentation de 4,0 %. La population de Brighton composée majoritairement de Blancs (72,5 %), suivi par les Asiatiques (12,8 %), les Hispaniques (7,5 %) et les Noirs (4,1 %). Le nombre de maisons est de 20 817 contre 20 615 en 2000 soit une hausse de 1 % qui est donc inférieure à celle de la population, malgré un taux d'occupation en baisse passant de 98,4 % à 95,6 %.
Le revenu moyen en 2009 s'élevait à 58 709 dollars, avec 9,6 % de la population ayant un revenu inférieur à10 000 dollars et 3 % supérieur à 200 000 dollars, par contre les deux tranches entre 60 000 et 100 000 dollars représentent 27,7 % de la population.

## Éducation

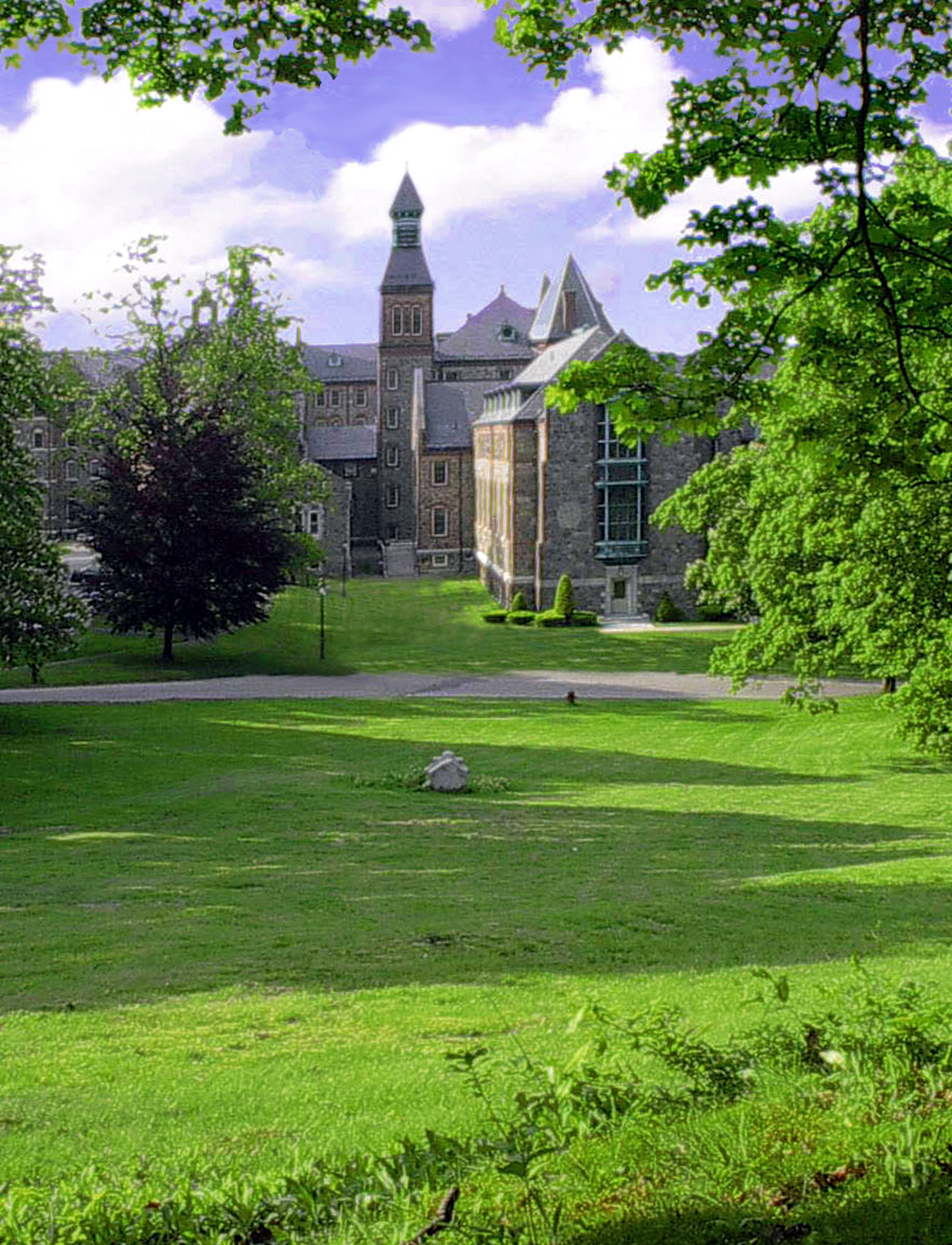
Vue du Saint John's Seminary.

Plusieurs écoles publiques sont installées dans le quartier.
- Écoles élémentaires : Edison School, Winship Elementary School[5], Baldwin Early Learning Pilot Academy[6], Mary Lyon[7].
- Écoles secondaires : Brighton High School[8], Another Course to College[9], Boston Community Leadership Academy[10], Mary Lyon Pilot High School[11] (niveaux 9 à 12).

Brighton était le siège de beaucoup d'écoles catholiques, dont beaucoup ont fermé : Our Lady of the Presentation à Oak Square (fermée en 2005), Saint Gabriel, devenu Saint Elizabeth Medical Center (fermée en 1970), Saint Sebastian's Schoo à Oak Square Heights (déplacée à Needham en 1967). Existent encore Saint Columbkille's School à Market Street et Mount St. Joseph Academy, une grande école mixte située dans Cambridge Street. EF International Language School, collège préparatoire pour les étudiants étrangers, situé à Lake Street.
Brighton abrite aussi l'Everest Institute (anciennement Bryman Institute), le fameux Saint John's Seminary et des parties du Boston College. Le quartier est également à proximité d'autres lycées et universités, y compris l'Université de Boston, et accueille un grand nombre de leurs étudiants et professeurs.

## Transports
Brighton est desservi par la Branche B de la ligne verte du métro de Boston avec onze stations le long de Commonwealth Avenue, mais trois ont été fermées en 2005. Boston College étant le terminus de la ligne puis on trouve Greycliff Road (fermée), South Street, Chestnut Hill Avenue, Chiswick Road, Sutherland Street, Mount Hood Road (fermée), Washington Street, Summit Avenue (fermée) et Warren Street.
Brighton est aussi desservi par des lignes locales et expresse du réseau de bus de la MBTA :
- ligne 57 Watertown Yard - Kenmore Station via Newton Corner et Brighton Center.
- ligne 64 Oak Square - University Park, Cambridge ou Kendall/MIT via North Beacon Steet.
- ligne 65 Brighton Center - Kenmore Station via Washington Street, Brookline Village et Brookline Avenue.
- ligne 66 Harvard Square - Dudley Station via Allston et Brookline Village.
- ligne 70 et 70A Cedarwood, North Waltham ou Watertown Square - University Park via Central Square, Cambridge, Arsenal Street et Western Avenue.
- ligne 86 Sullivan Square Station - Reservoir (Cleveland Circle) via Harvard/Johnston Gate.
- ligne 501 Brighton Center - Downtown via Oak Square et Massachusetts Turnpike (bus express).
- ligne 503 Brighton Center - Copley Square via Oak Square et Massachusetts Turnpike (bus express).

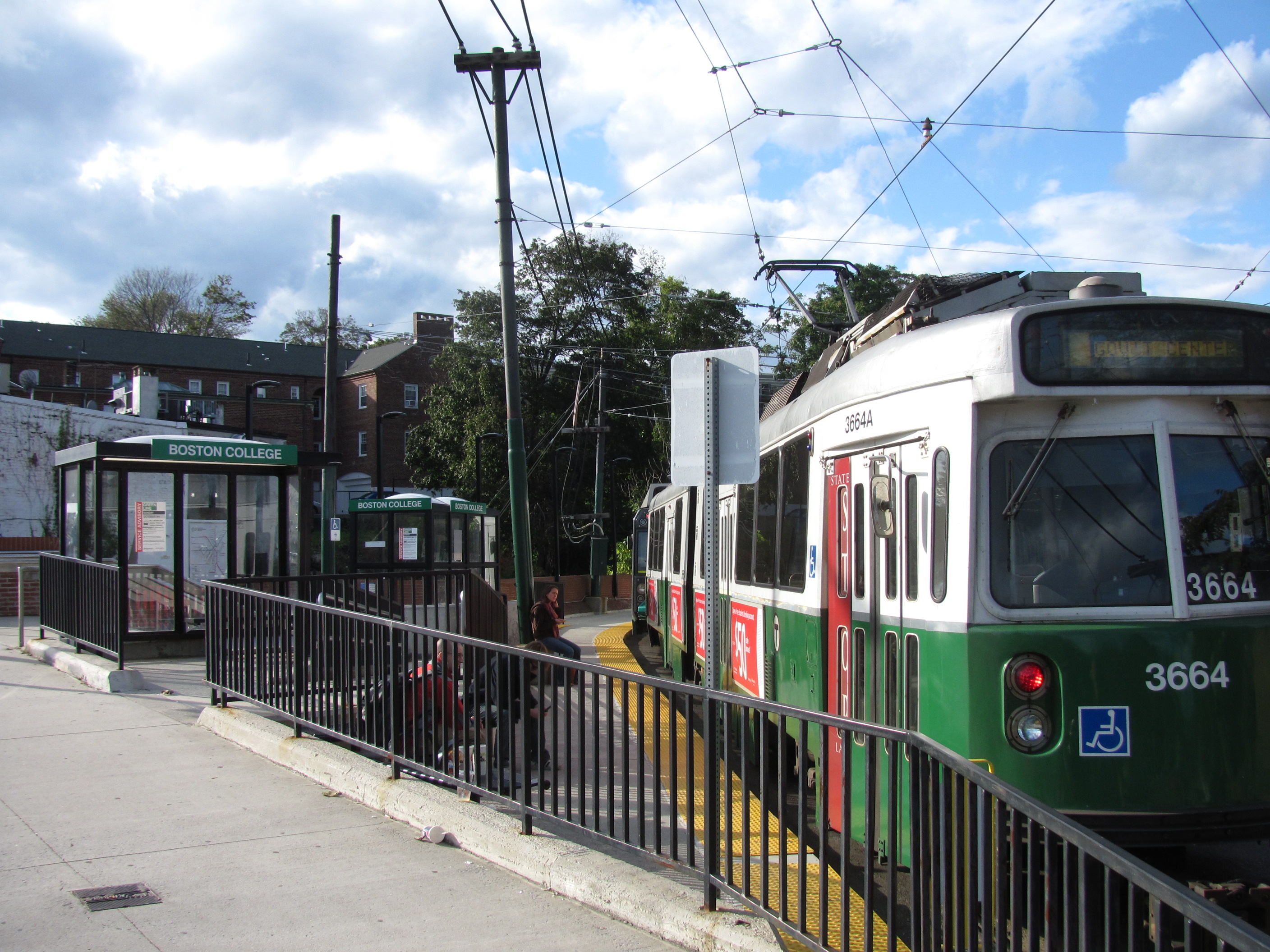
Boston College Station
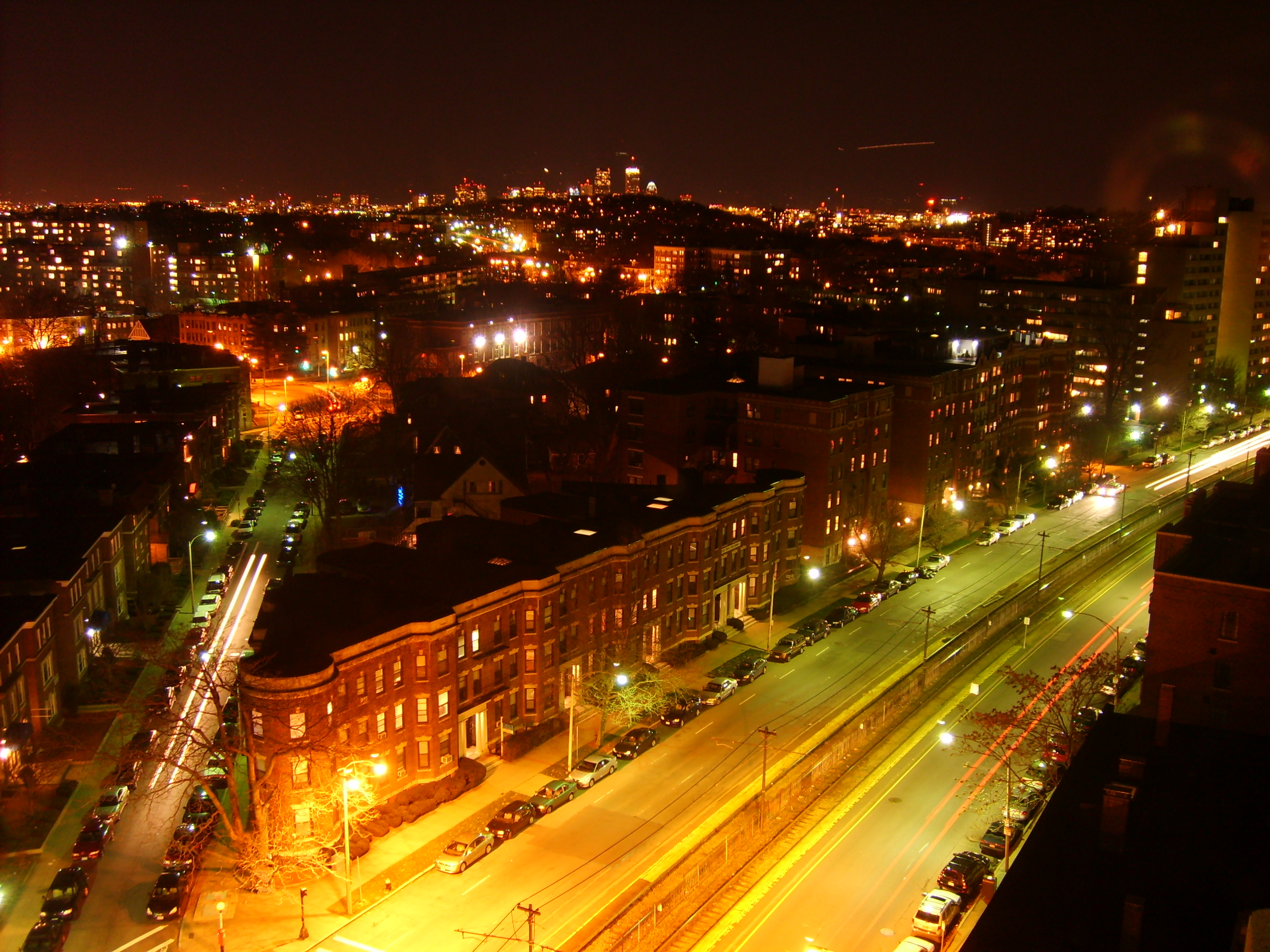
South Street Station
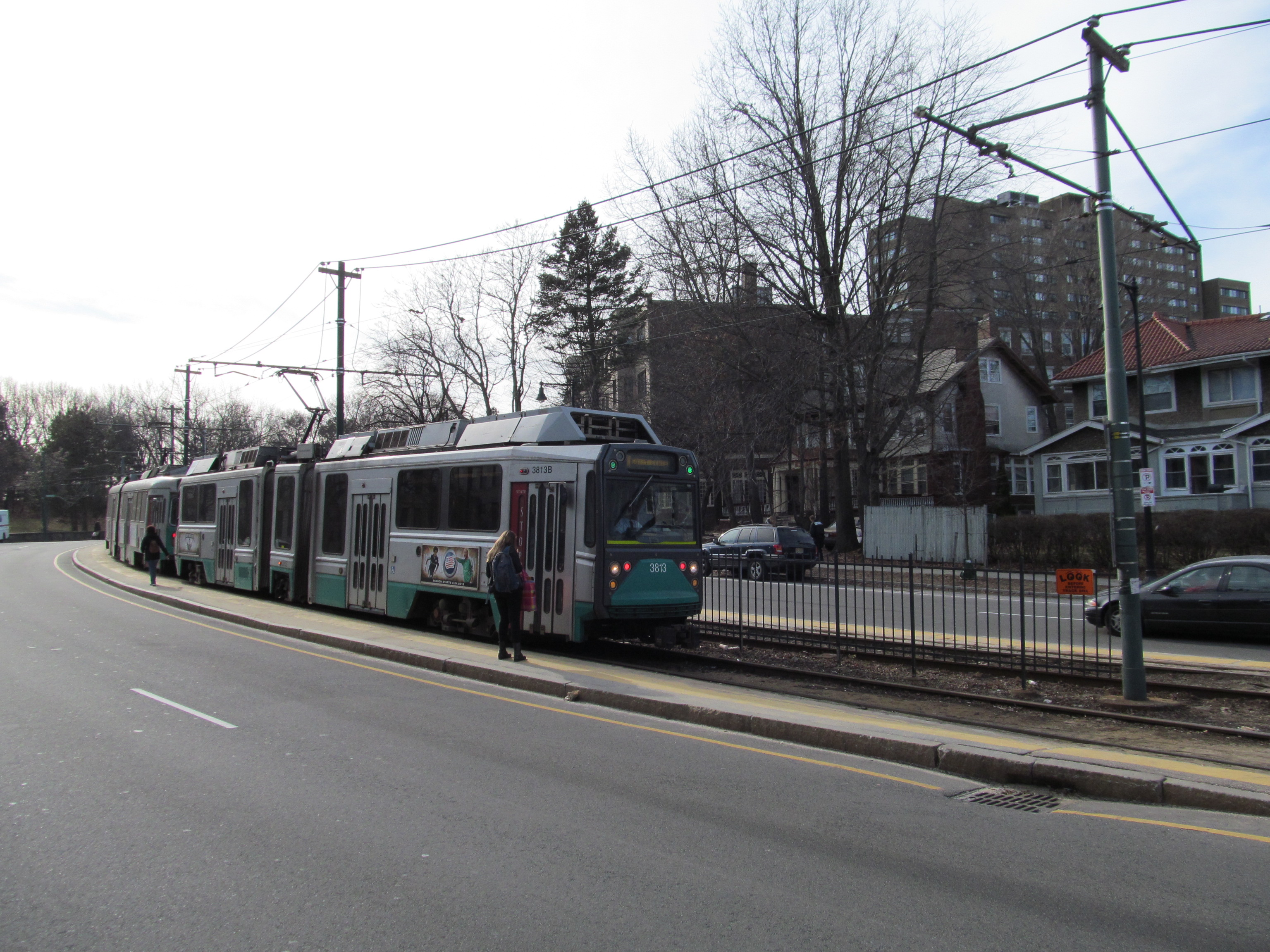
Chestnut Hill Avenue Station
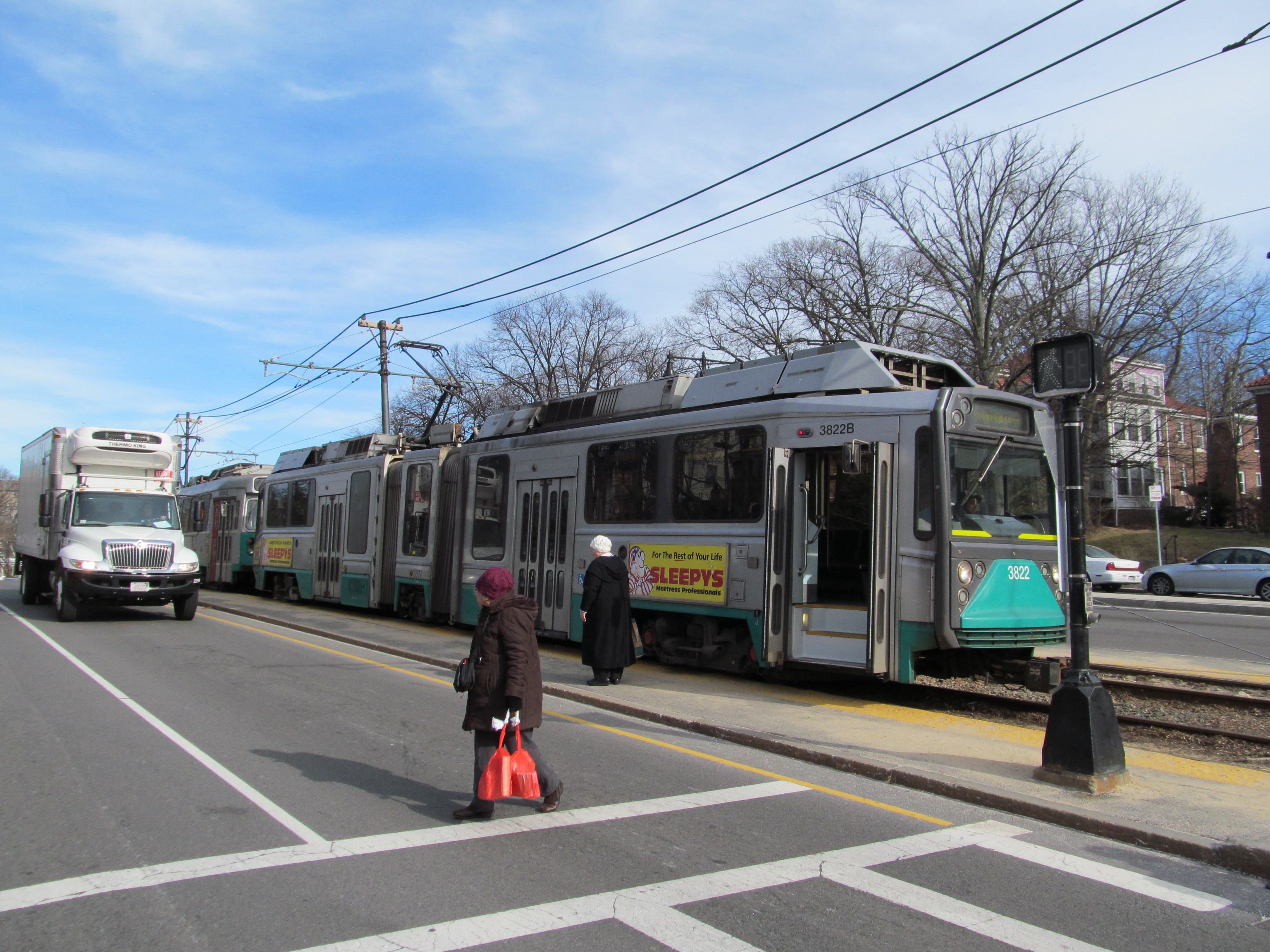
Chiswick Road Station
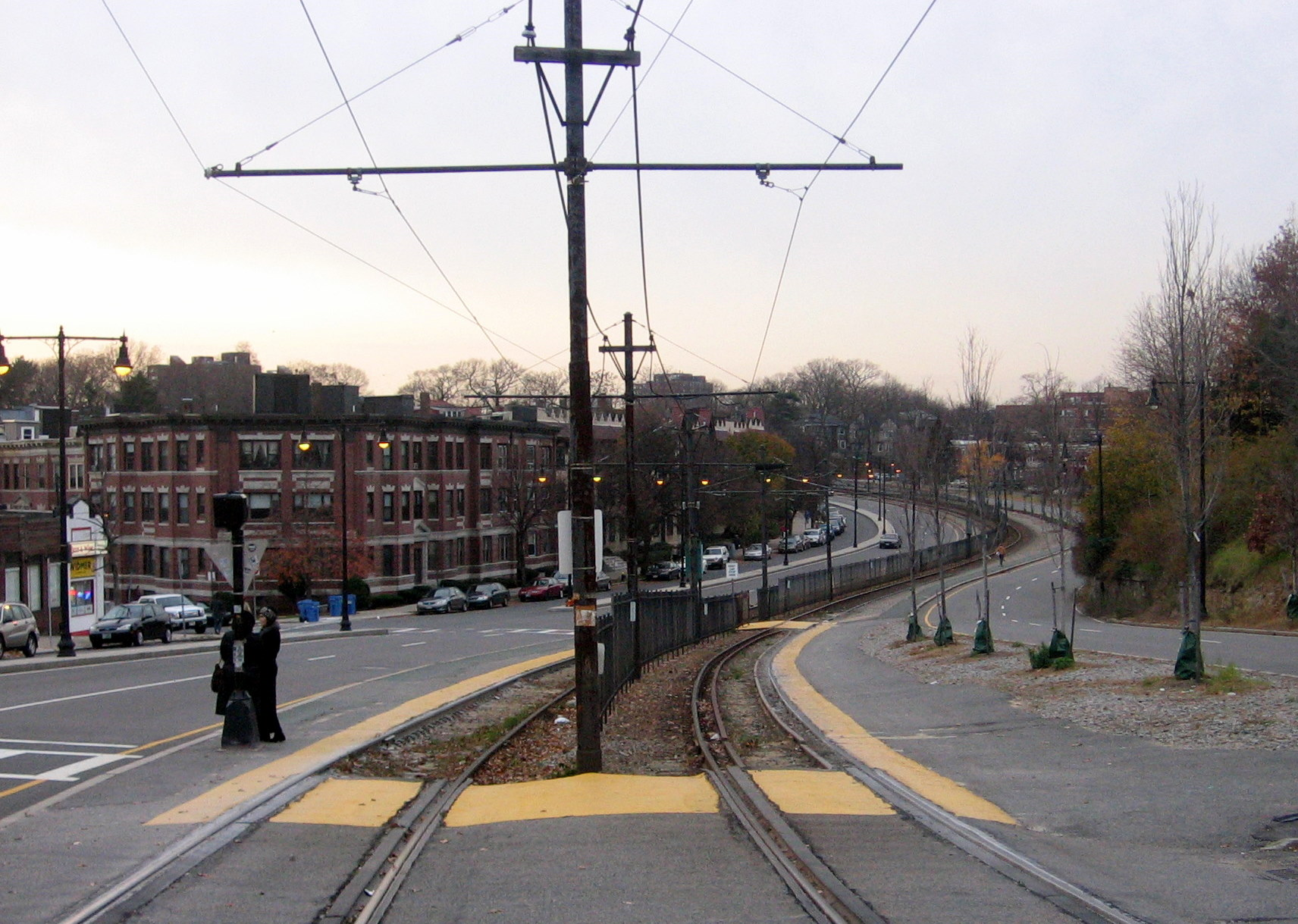
Sutherland Road Station
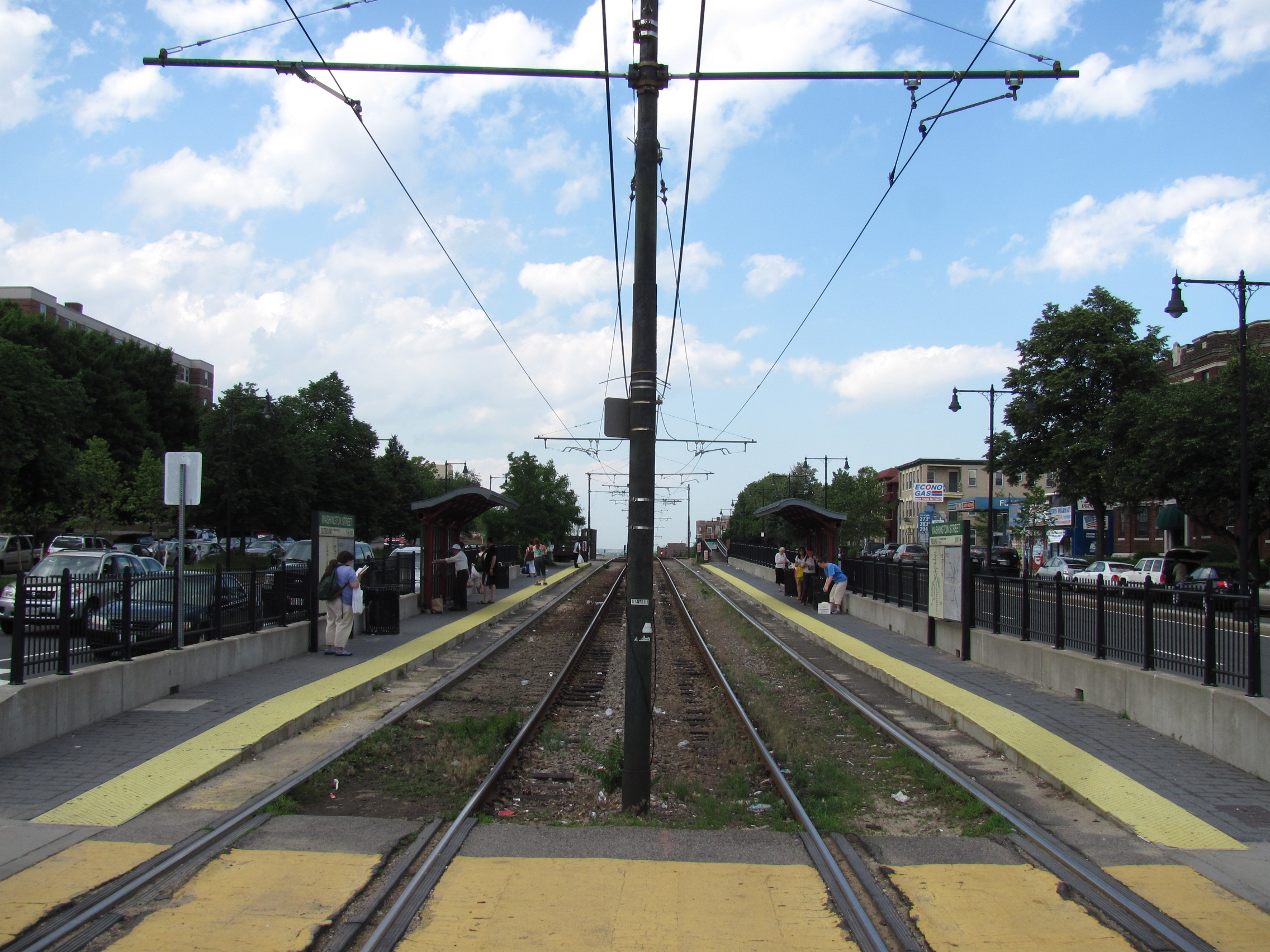
Washington Street Station
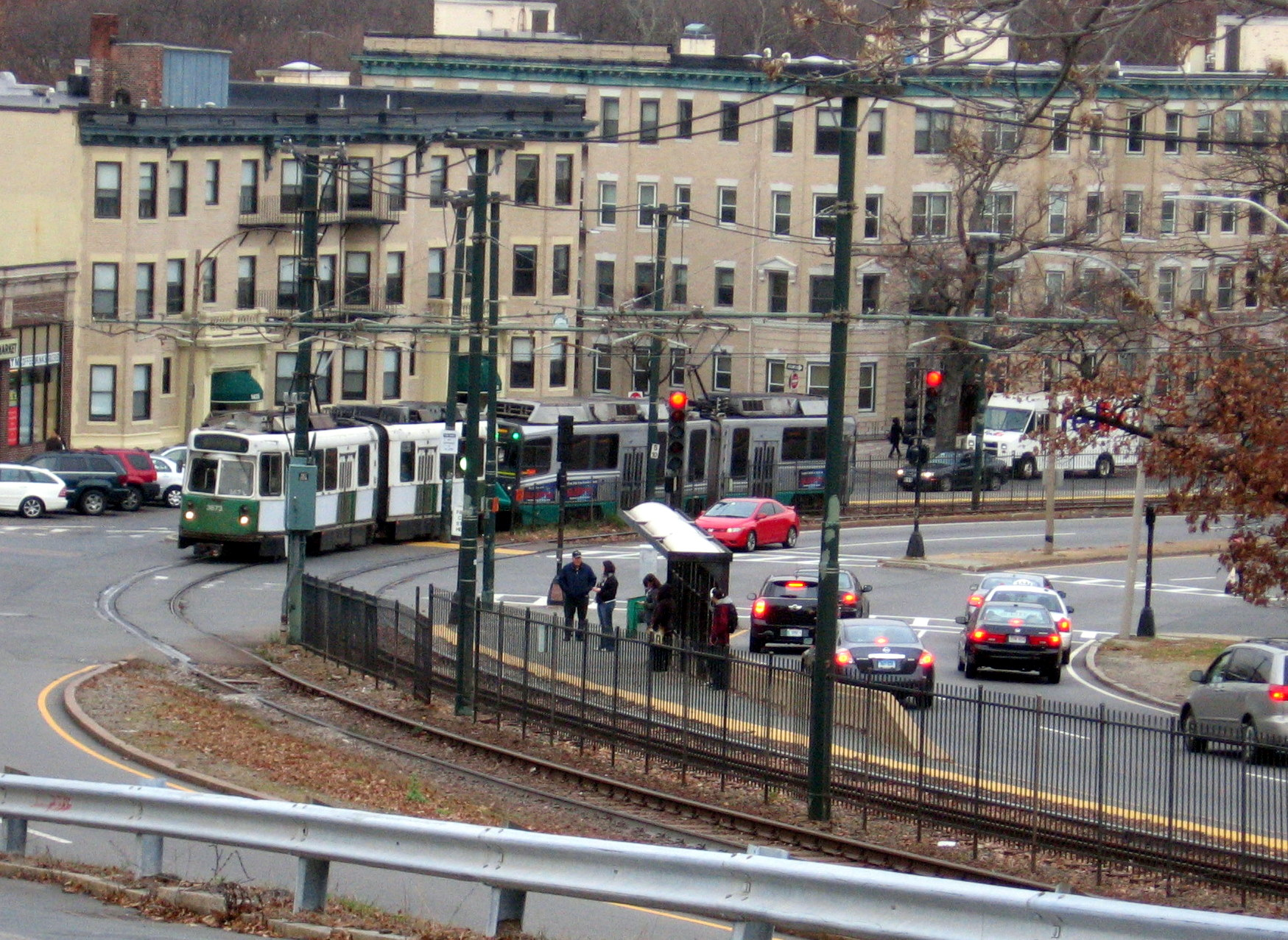
Warren Street Station

## Personnalités liées à la commune
- Theodore B. Lyman (en) (né le 27 novembre 1815 à Brighton - mort le 13 décembre 1893) quatrième Évêque du diocèse épiscopal de Caroline du Nord.
- Mike Brady (en) (né le 15 avril 1887[12] à Brighton - mort le 3 décembre 1972), a gagné 9 tournois de la Professional Golfers' Association of America 1916 et 1926.
- Michael Bloomberg, (né le 14 février 1942 à Medford, dans une famille juive ashkénaze originaire de Russie. Il grandit dans la banlieue de Boston à Brighton. Il a été le 108e maire de New York de 2002 à 2014.
- Mike Milbury (né le 17 janvier 1952 à Brighton est un joueur professionnel et entraîneur américain de hockey sur glace ; il évoluait au poste de défenseur. Il a évolué 12 saisons aux Bruins de Boston.
- Joseph P. Kennedy II, (né le 24 septembre 1952), est un homme d'affaires américain et ancien représentant du 8e district du Massachusetts (celui de Brighton) entre 1987 et 1999. Il est le fils aîné de Robert Francis Kennedy et de sa femme Ethel Kennedy.
- Dennis Lehane (né le 4 août 1965  à Dorchester est un écrivain américain d'origine irlandaise qui vit à Brighton. Un de ses romans, Mystic River, a inspiré le film oscarisé du même nom, réalisé par Clint Eastwood, avec Kevin Bacon, Sean Penn et Tim Robbins.
- Patrick J. Kennedy, (né le 14 juillet 1967 à Brighton) est le plus jeune fils de Edward Moore Kennedy (dit « Ted »), membre du parti démocrate et frère cadet du Président John Fitzgerald Kennedy. Il a été, de 1994 à 2011, le représentant du premier district du Rhode Island au congrès des États-Unis.
- John Krasinski (né le 20 octobre 1979 à Brighton)) est un acteur  américain, plus connu pour tenir le rôle de Jim Halpert dans la série The Office (US) sur NBC, et son rôle dans le film Permis de mariage.

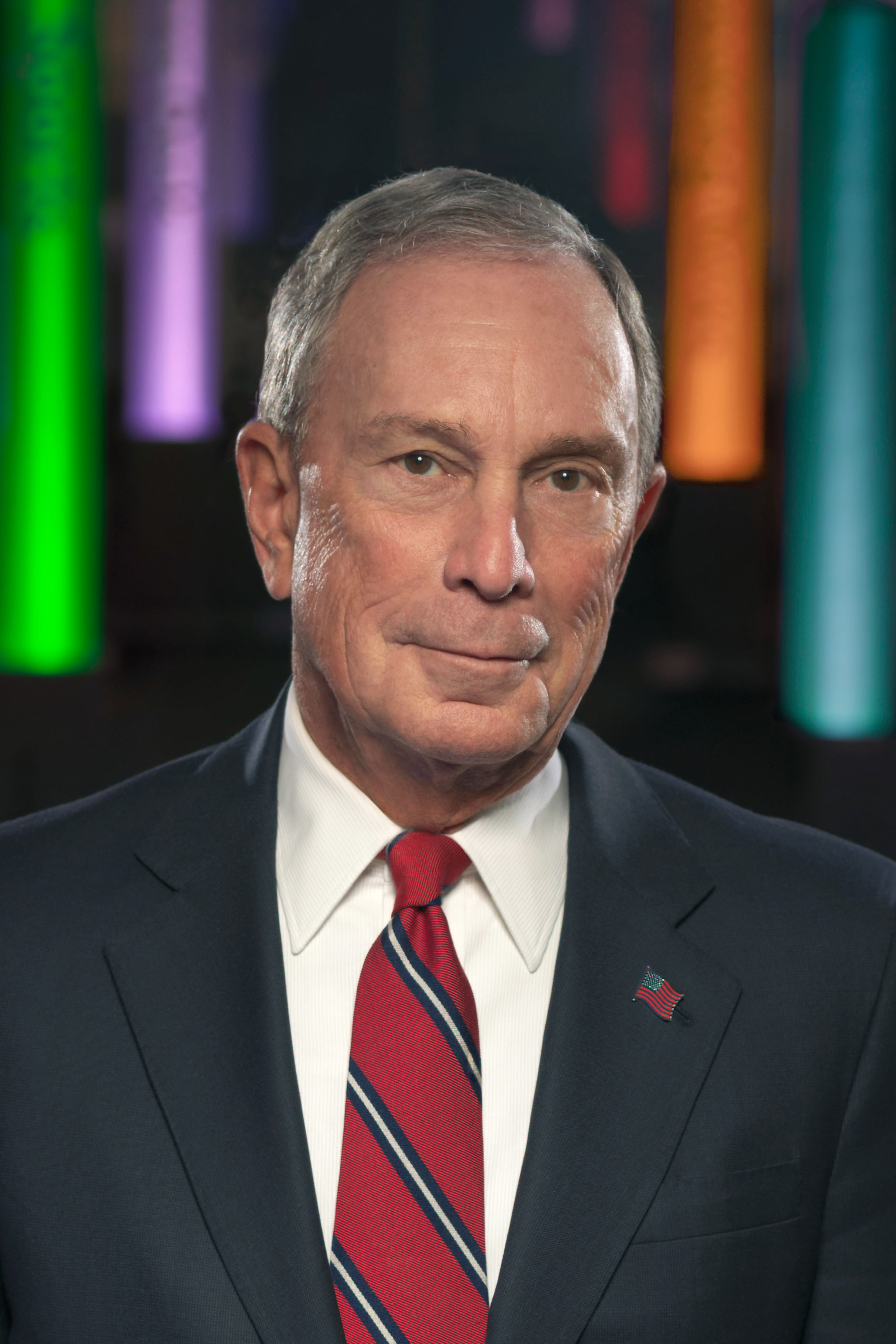
Michael Bloomberg
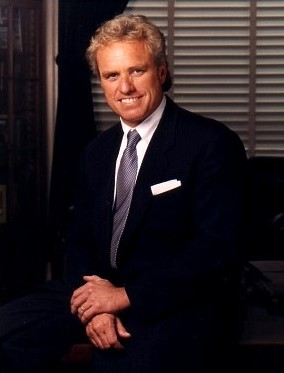
Joseph P. Kennedy II
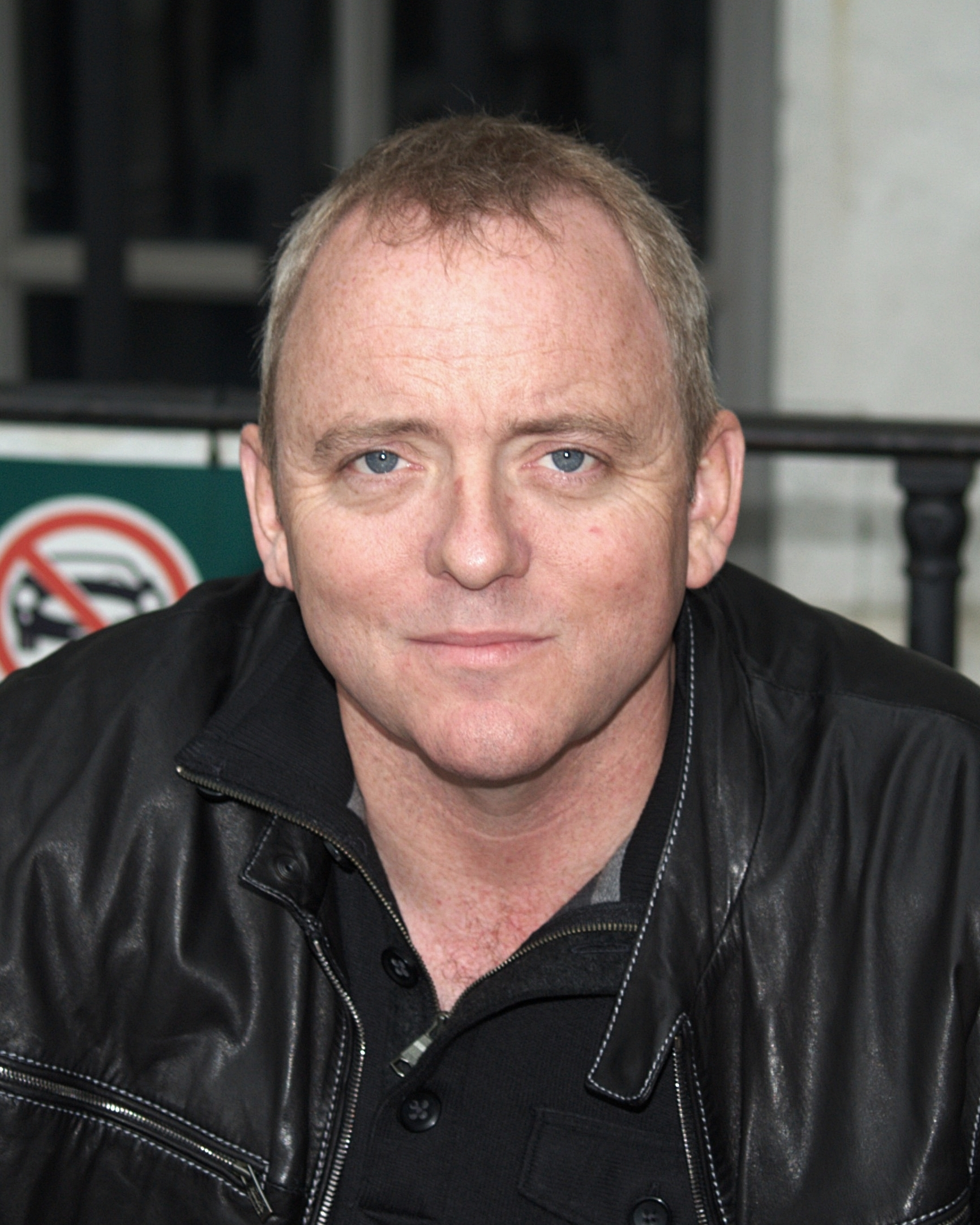
Dennis Lehane en septembre 2010
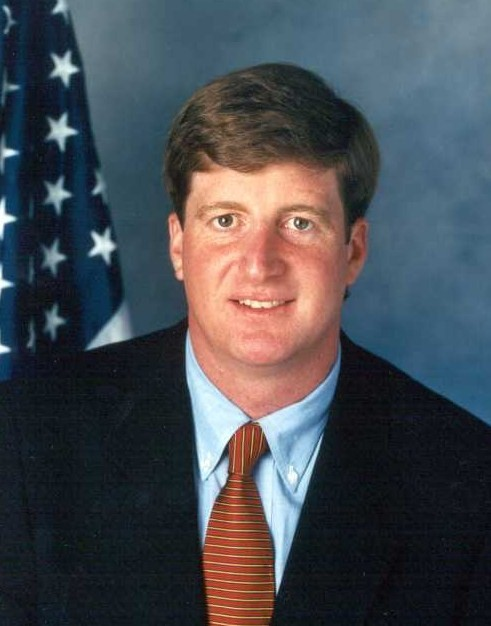
Patrick J. Kennedy
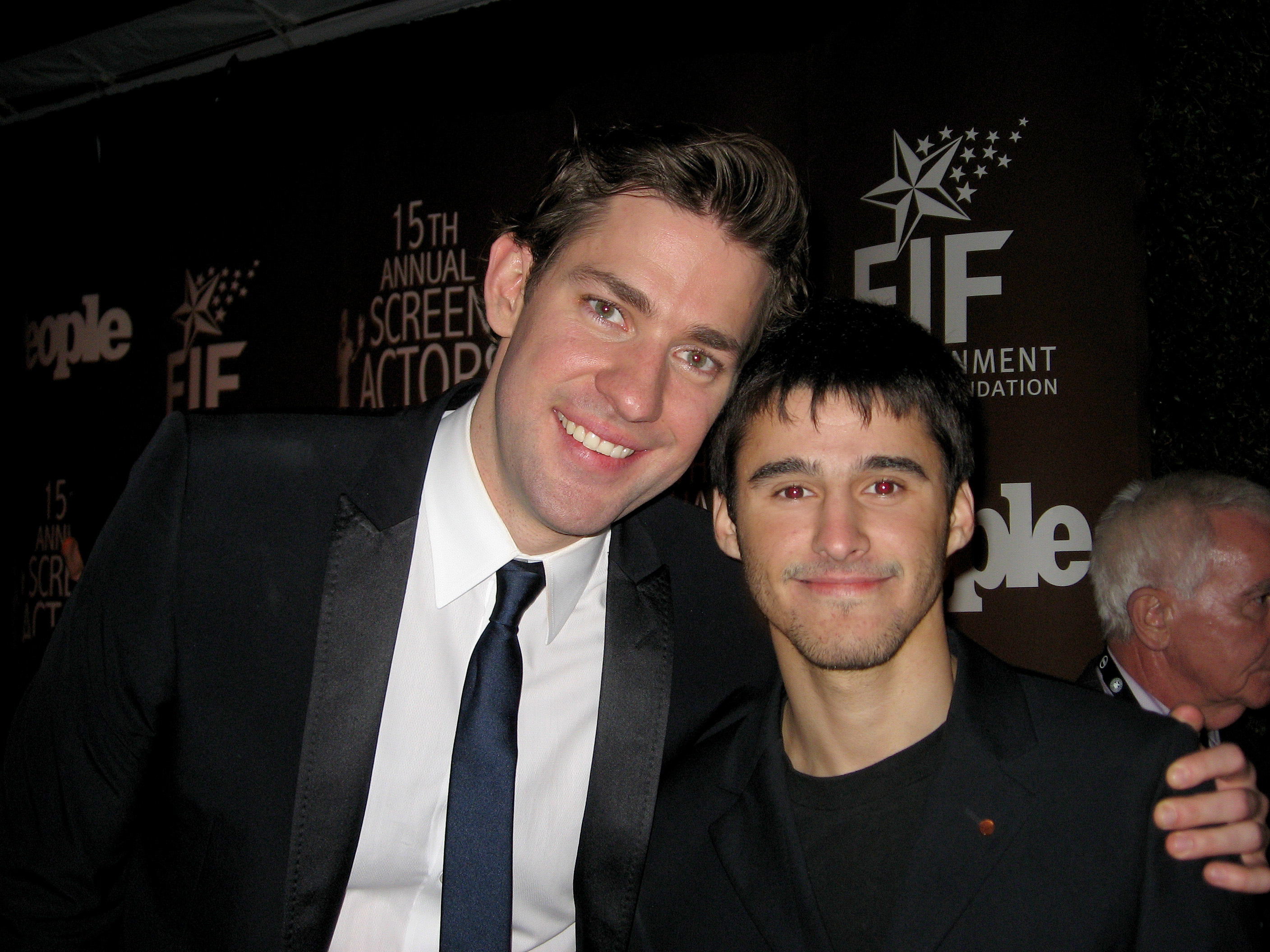
John Krasinski à gauche en 2009